# Effondrement de la forêt tropicale du Carbonifère

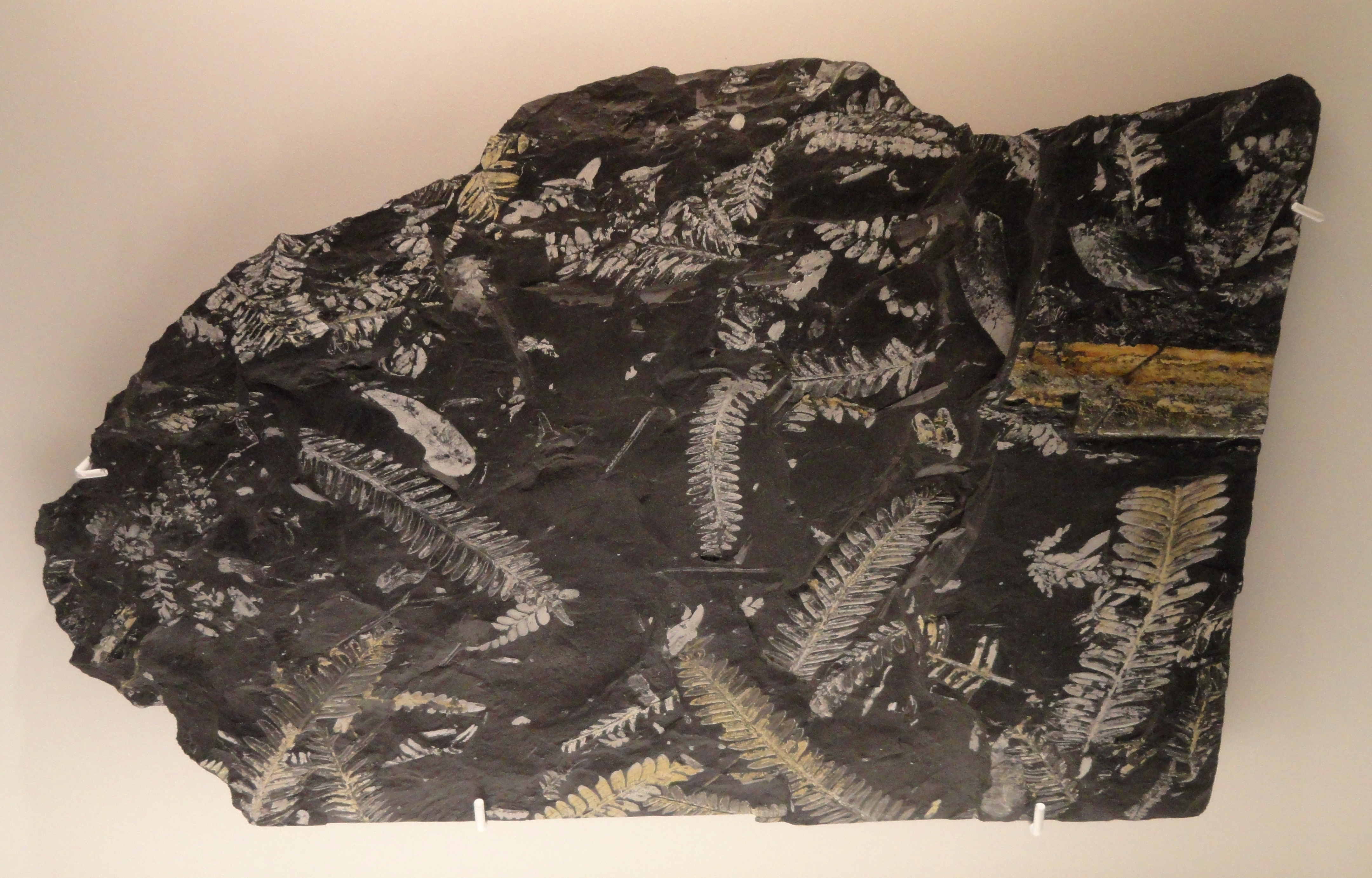
Ces fossiles végétaux proviennent d'une forêt datant d'environ 5 millions d'années après l'effondrement des forêts équatoriales : la composition des forêts a changé, passant d'une forêt dominée par des lépidodendrons à une forêt à prédominance de fougères arborescentes et de fougères à graines.

L'effondrement de la forêt tropicale du Carbonifère (CRC, pour l'anglais Carboniferous Rainforest Collapse) est une extinction provoquée par le passage à un climat plus sec, qui s'est produite il y a environ 305 millions d'années durant le Carbonifère, dans les vastes forêts humides couvrant la région équatoriale de l'Euramerica (Europe et Amérique). Les gisements de houille constituent les dépôts fossilisés de cette luxuriante végétation. Cet événement a provoqué l'extinction de nombreuses espèces végétales et, dans une moindre mesure, celle d'espèces animales. À la suite de cet événement, les forêts tropicales houillères se sont maintenues dans de vastes régions de la Terre, mais leur étendue et leur composition ont changé.
L'effondrement de la forêt tropicale du Carbonifère, qui s'est produit à la fin du Moscovien et s'est poursuivi jusqu'aux premiers stades kasimoviens du Pennsylvanien (il y a environ 308-305 millions d'années) est l'une des deux extinctions de masse enregistrées dans les archives fossiles pour les plantes, l'autre s'étant produite durant le Permien moyen-tardif (il y a 252 millions d'années).

## Forêt équatoriale du Carbonifère

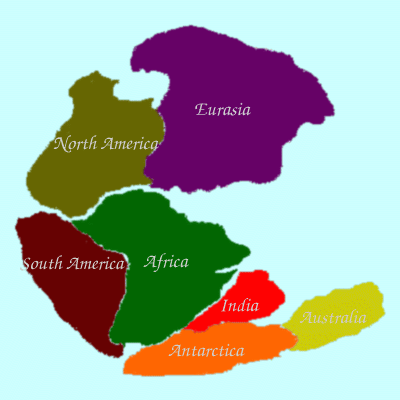
Le supercontinent Pangée au Carbonifère : formant une seule masse continentale, l'Amérique du Nord et l'Eurasie se trouvent à l'équateur.

Durant le Carbonifère (il y a 358-298 millions d'années), l’Europe et l’Amérique du Nord se trouvaient à l’équateur ; la forêt équatoriale s'étendait des États-Unis à la Chine sans discontinuer — l'océan Atlantique, notamment, n'existait pas encore. Ces forêts tropicales, également appelées forêts pluviales, du fait que la pluviosité y est abondante, ou ombrophiles, abritaient des Lycophytes imposants — arbres hauts de 40 mètres —, et un mélange hétérogène de végétation (en particulier des fougères). Les plantes à fleurs, toutefois, n'existent pas encore. La densification des forêts dans les plaines inondables est marquée par la forte production de débris ligneux et par l'augmentation de la complexité des assemblages racinaires. La forte activité photosynthétique des plantes entraîne des taux d'oxygène élevés de 30%, au lieu des 21% actuels.
La plus grande partie du charbon exploité dans le monde s'est formée durant le Carbonifère, entre 358 et 298 millions d'années, raison pour laquelle les forêts de cette période sont communément appelées « forêts houillères » : l'accumulation de strates végétales (notamment de fougères) et de tourbe a conduit à la formation de gisements de houille.
La faune de ces forêts est d'une grande diversité et certaines espèces atteignent des records de taille ; elle compte des libellules géantes comme Meganeura et des mille-pattes de près de deux mètres comme Arthropleura, des amphibiens et les premiers amniotes.

## Extinction

Restitution paléoartistique d'une forêt tropicale du Carbonifère : arbres à spores (sélaginelles, lycopodes, prêles, fougères) et marécages.

### Plantes
L'effondrement s'est produit en plusieurs étapes. Il y a eu tout d'abord une augmentation progressive des fougères opportunistes à la fin de l'époque moscovienne (soit il y a près de 310-307 millions d'années). Dans un deuxième temps, une extinction importante et abrupte des Lycophytes dominants marque le début du Kasimovien (soit il y a 307-305 millions d'années) ; une étude récente montre ainsi une chute dans les enregistrements fossiles des gros débris ligneux et de l'embâcle naturel, ainsi qu'une moindre présence des rivières, à la frontière des périodes moscovienne-kasimovienne, soit il y a environ 307 millions d'années. Les forêts tropicales se sont fragmentées, formant des « îles » rétrécies de plus en plus éloignées les unes des autres, et dans la dernière période kasimovienne, soit il y a près de 303 millions d'années, les forêts tropicales ont disparu des archives fossiles.
Durant l'Assélien (298-295 millions d'années), de nombreuses familles de fougères à graines qui caractérisaient les zones humides tropicales moscovites ont disparu, y compris les Flemingitaceae, Diaphorodendraceae, Tedeleaceae, Urnatopteridaceae, Alethopteridaceae, Cyclopteridaceae et Neurodontopteridaceae.

### Animaux

#### Invertébrés
Des taux d'oxygène élevés dans l'atmosphère, atteints grâce à la forêt tropicale du Carbonifère, avaient rendu possibles des tailles exceptionnelles chez les arthropodes : la diminution du taux d'oxygène et la perte d'habitat au Permien ont progressivement fait disparaître ces arthropodes géants (du moins les rampants, plusieurs insectes volants géants comme les libellules ont survécu jusqu'au Trias) dont l'appareil respiratoire à trachées, sans poumons, et le sang à base de cuivre au lieu du fer, nécessitait des efforts musculaires devenus impossibles,.

#### Vertébrés
La diminution des forêts marécageuses a touché plusieurs grands groupes de vertébrés. Les amphibiens temnospondyles ont survécu mais en perdant une partie importante de leur biodiversité.
Les amphibiens, qui doivent retourner dans l'eau pour pondre, se sont maintenus mais ont eu du mal à s'adapter aux conditions plus sèches des environnements permiens, et de nombreuses familles d'amphibiens ont ainsi disparu.
En revanche, les amniotes, ancêtres des reptiles et des mammifères, se sont diversifiés en un nombre croissant d'espèces après la crise initiale, et ont occupé de nombreuses nouvelles niches écologiques.

## Récupération biotique et conséquences évolutives

### Plantes
La fragmentation des zones humides a laissé quelques refuges isolés en Europe. Cependant, même ceux-ci n'ont pas pu maintenir la diversité de la flore moscovienne (antérieure à l'effondrement).

### Vertébrés

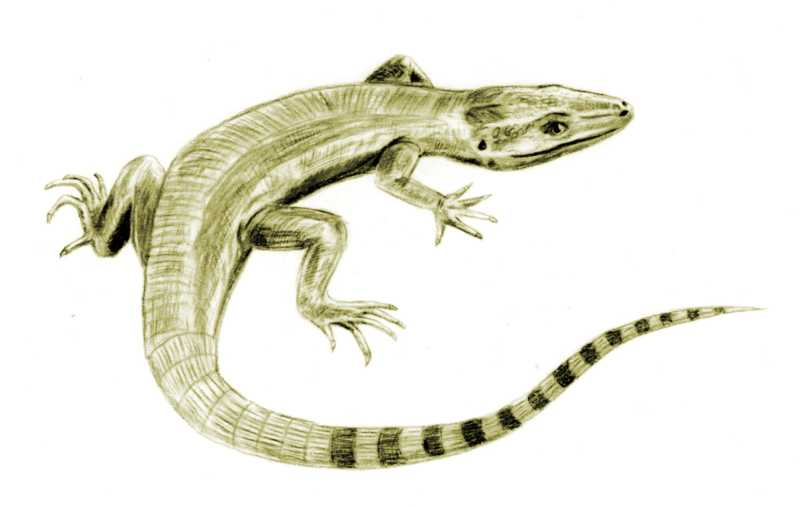
Les synapsides, comme Archaeothyris, qui sont les prédécesseurs des mammifères, font partie des groupes qui se sont rapidement rétablis après l'effondrement des forêts tropicales.

S'il est généralement admis que les amniotes (les premiers membres des groupes sauropsides et synapsides), n'ont pas connu de phénomènes d'extinction marqués, à la différence des amphibiens, qu'ils se sont adaptés à des conditions sèches, et ont développé de nouvelles stratégies d'alimentation — certains devenant herbivores et carnivores, alors qu'ils étaient auparavant  insectivores et piscivores —, pour le reste, les conséquences sur la faune de l'effondrement de la forêt pluviale sont incertaines et controversées.
Les spécialistes considéraient, jusqu'à une date récente, qu'après l'effondrement, chaque « île » de forêt tropicale survivante avait développé son propre mélange unique d'espèces, que les écologues appellent « endémisme ». Ce modèle fait référence à la théorie de la biogéographie insulaire, selon laquelle l'évolution progresse quand des populations sont confinées dans des poches isolées. Cette théorie a été développée à l'origine pour décrire les îles océaniques, mais elle peut être appliquée aussi bien à tout autre écosystème fragmenté, existant uniquement en petites parcelles, et entouré d'un autre habitat inadapté. Selon cette théorie, l'impact initial de la fragmentation de l'habitat est dévastateur, une grande partie des êtres vivants s'éteignant rapidement par manque de ressources. Puis, au fur et à mesure que les plantes et les animaux survivants se rétablissent, ils s'adaptent à leur environnement restreint pour profiter de la nouvelle allocation des ressources et se diversifier.
S'opposant à cette analyse, une étude parue en 2018 dans la revue Proceedings of the Royal Society B suggère que les tétrapodes qui ont survécu à l'effondrement de la forêt tropicale sont devenus plus cosmopolites ; la thèse de l'essor des espèces endémiques est ainsi battue en brèche. Des animaux comme les diadectides et les synapsides, plus grands que les amphibiens, pouvaient parcourir de longues distances et se sont dispersés librement, colonisant de nouveaux habitats loin de l'équateur.

## Causes climatiques

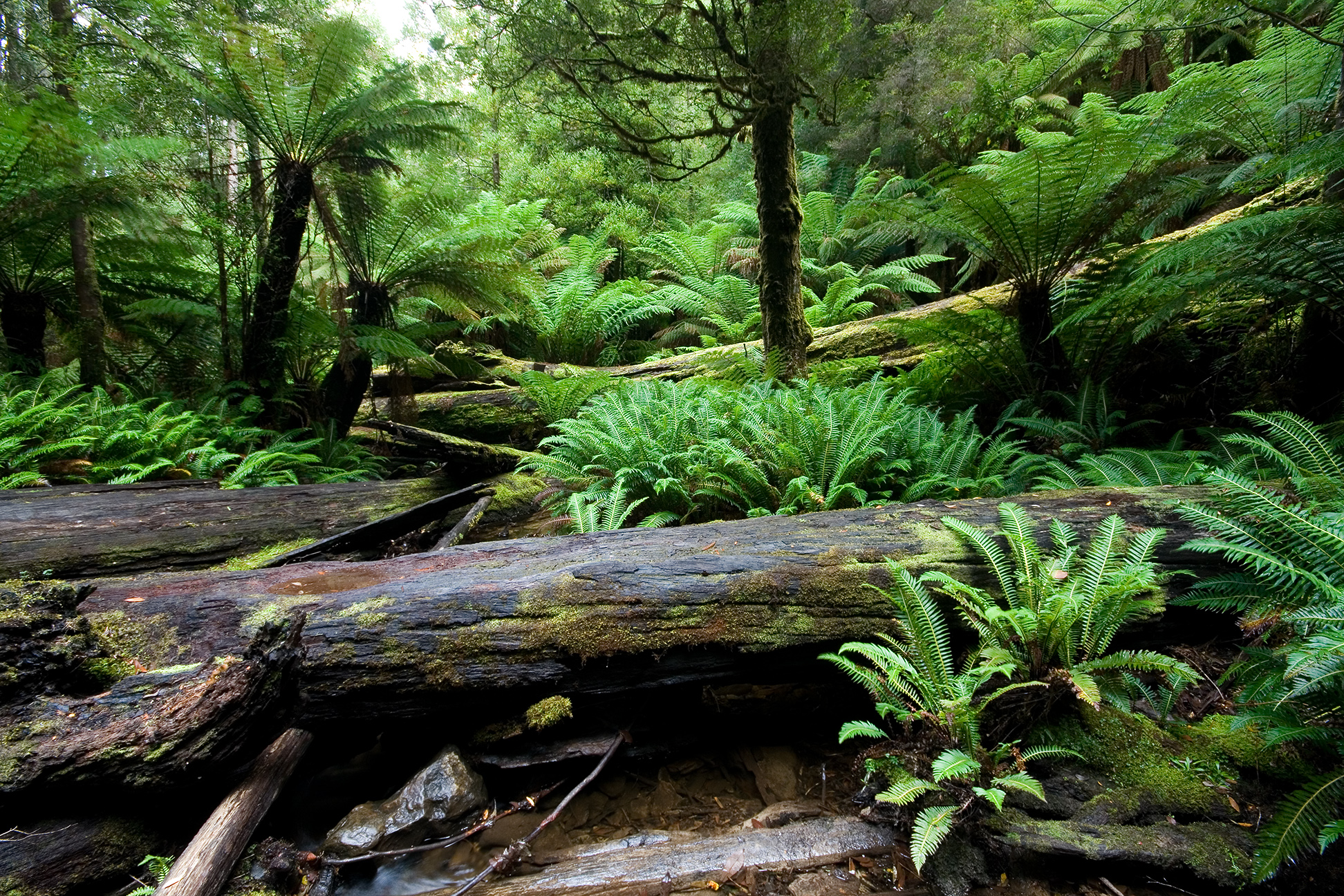
Fougères arborescentes du Parc national du mont Field, qui donne une idée de ce qu'était une forêt tropicale du Carbonifère.

Plusieurs hypothèses sur la nature et la cause de l'effondrement de la forêt tropicale du Carbonifère ont été proposées, dont certaines mettent l'accent sur le changement climatique,,. Après un intervalle de glaciation bashkirien tardif (soit datant de 312-315 millions d'années), des changements à haute fréquence de la saisonnalité des temps humides et arides ont commencé.
À la fin du Pennsylvanien moyen (Moscovien tardif, soit il y a près de 306-307 millions d'années), un cycle d'assèchement atmosphérique a commencé. Au moment de l'effondrement de la forêt tropicale du Carbonifère, le climat est devenu plus frais et plus sec. Cela se reflète dans les roches ; la Terre est entrée dans une période glaciaire courte et intense. Le niveau de la mer a baissé de 100 m et la glace a recouvert la majeure partie du continent sud du Gondwana. Le climat était défavorable aux forêts tropicales humides et à une grande partie de la biodiversité qui s'y était développée. Les forêts tropicales se sont rétrécies en parcelles isolées confinées principalement dans des vallées humides de plus en plus distantes. Peu du biome original de la forêt tropicale de Lycophytes a survécu à cette crise climatique initiale. La concentration de dioxyde de carbone dans l'atmosphère est tombée à l'un de ses plus bas niveaux mondiaux dans le Pennsylvanien et le Permien ancien,, soit il y a 295-272 millions d'années, ce qui a conduit à l'assèchement et au refroidissement du climat.
Un changement de paléoclimat de nature globale s'est produit pendant le Moscovien et le Kasimovien (il y a 315-303 millions d'années). Ceci est cohérent avec les interprétations climatiques basées sur des assemblages paléofloraux contemporains et des preuves géologiques.
Les forêts tropicales ont finalement été remplacées par des biomes saisonnièrement secs.

## Sites fossilifères

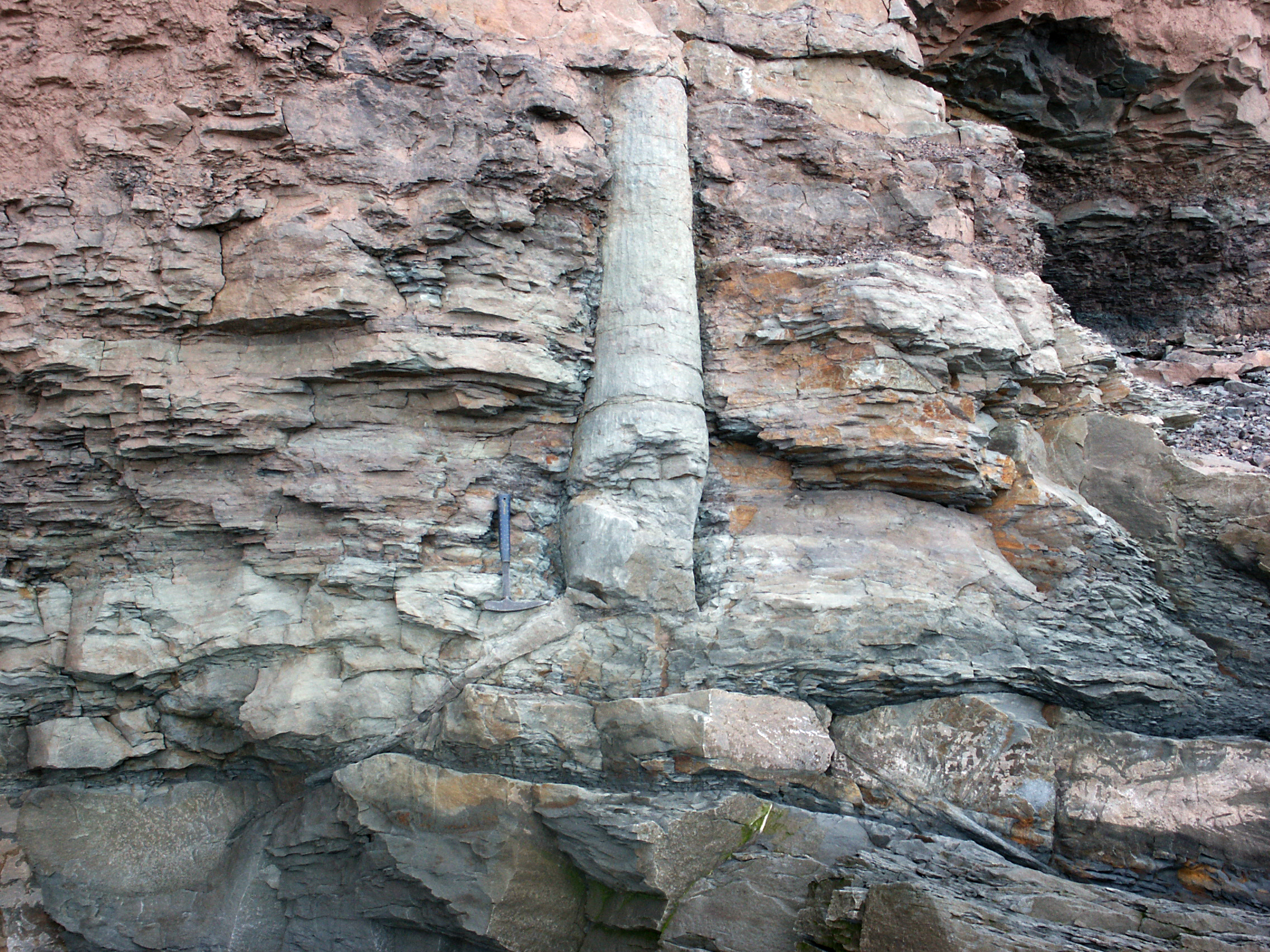
Lycophyte fossile, probablement Sigillaria (plante éteinte des forêts du Carbonifère, de 30 mètres de haut), Falaises de Joggins.

De nombreux sites paléontologiques à travers le monde reflètent les conditions changeantes de l'effondrement de la forêt tropicale carbonifère :
- Hamilton, Kansas, États-Unis
- Jarrow Tyne & Wear, Royaume-Uni
- ancienne mine Linton dans le canton de Saline, comté de Jefferson, Ohio, États-Unis
- Nýřany, République tchèque
- Falaises fossilifères de Joggins, Nouvelle-Écosse, Canada ; ce site conserve les traces de trois écosystèmes : une forêt tropicale humide en plaine inondable, une plaine alluviale boisée et une baie estuarienne ; les fossiles sont datés de 354 à 290 millions d'années[27].

Les falaises fossilifères de Joggins sur la baie de Fundy en Nouvelle-Écosse, inscrites au patrimoine mondial de l'UNESCO, sont un site particulièrement bien conservé. Les premières découvertes y ont été faites par Sir Charles Lyell en 1852. En 1859, son collègue William Dawson a découvert le plus ancien ancêtre connu des reptiles, Hylonomus lyelli, et depuis lors, des centaines de fossiles ont été découverts, dont la plus ancienne synapside, Protoclepsydrops.